# Gillian Taylforth
Gillian Taylforth (Islington, Londres; 14 de agosto de 1955) es una actriz británica, más conocida por haber interpretado a Nikki Wright en The Bill, a Jackie Webb en Footballers' Wives, a Sandy Roscoe en la serie Hollyoaks y a Kathy Beale en la serie EastEnders.

## Biografía
Es hija de Ronald Frederick Taylforth y Margaret Doris Borer, y su hermana es la actriz Kim Taylforth.
En 1985 comenzó a salir con el actor Nicholas "Nick" Berry, a quien conoció mientras trabajaron en la serie EastEnders; sin embargo, la relación terminó en 1986. En noviembre de 1986, comenzó a salir con Geoff Knights, con quien tiene dos hijos, Jessica "Jess" Rae Knights (febrero de 1992) y Harrison Jay Knights (abril de 1999). La relación entre Gillian y Geoff terminó en junio de 2009. Desde 2012 sale con Dave Fairbairn.

## Carrera
En 1980 interpretó a la enfermera Rowlands durante el episodio "Tea and Sympathy" en la serie Shelley; había aparecido por primera vez en la serie en 1979, cuando interpretó a una cajera durante el episodio "Moving In".
El 19 de febrero de 1985, se unió al elenco principal de la exitosa serie británica EastEnders, donde interpretó a Katherine "Kathy" Hills-Beale hasta el 6 de enero de 2000. Después de una década lejos de la serie, el 19 de febrero de 2015 regresó de forma permanente a la serie y desde entonces interpreta a Kathy.
En 1995 escribió su autobiografía "Kathy and Me", donde describe su infancia, su adolescencia, sus primeras incursiones en la actuación y su estilo de vida.
En 2002 se unió al elenco de la serie Footballers' Wives, donde interpretó a Jackie Pascoe-Webb hasta el final de la serie en 2006. El 28 de diciembre de 2006, se unió al elenco de la serie policíaca The Bill, donde interpretó a la sargento de la policía Nikki Wright hasta el 31 de julio de 2008. En 2009 apareció como invitada en la serie médica Casualty, donde interpretó a Gloria durante el episodio "The Parent Trap"; había aparecido por primera vez en la serie en 2002, cuando interpretó a Justine Walker en dos episodios.
En 2011 apareció en el comercial "Cleaner Close No 35" del detergente Daz. El 23 de mayo de 2013 se unió al elenco principal de la serie británica Hollyoaks, donde interpretó a Sandy Roscoe hasta el 22 de agosto de 2014.

## Filmografía

### Series de televisión
| Año                          | Título                       | Personaje               | Notas                                        |
| ---------------------------- | ---------------------------- | ----------------------- | -------------------------------------------- |
| 1985 - 2000, 2015 - presente | EastEnders                   | Katherine "Kathy" Beale | 1,046 episodios                              |
| 2013 - 2014                  | Hollyoaks                    | Sandy Roscoe            | 161 episodios                                |
| 2010                         | Missing                      | Judy Waverley           | episodio # 2.6                               |
| 2006 - 2008                  | The Bill                     | Sgt. Nikki Wright       | 56 episodios                                 |
| 2006                         | Jane Hall                    | Mandy Searle            | 6 episodios                                  |
| 2002 - 2006                  | Footballers' Wives           | Jackie Pascoe-Webb      | 38 episodios                                 |
| 2005                         | New Tricks                   | Emma Winters            | episodio # 2.6                               |
| 2003                         | Messiah 2: Vengeance Is Mine | Helen Warren            | 2 episodios - miniserie                      |
| 2002                         | Casualty                     | Justine Walker          | 2 episodios                                  |
| 2002                         | The House That Jack Built    | Maxine Squire           | 6 episodios                                  |
| 2001                         | McCready and Daughter        | Diane Ryder             | episodio "Hobgoblin"                         |
| 2001                         | Messiah                      | Helen Warren            | 2 episodios - miniserie                      |
| 2000                         | The Knock                    | Anne Gilbraith          | episodio # 5.4                               |
| 1984                         | The Gentle Touch             | Mary                    | episodio "Do It Yourself"                    |
| 1984                         | Minder                       | Mujer en el Pub         | episodio "Senior Citizen Caine"              |
| 1981                         | Sink or Swim                 | Christine               | 2 episodios                                  |
| 1981                         | Big Jim and the Figaro Club  | Dishmop                 | episodio "The Pursuit of Courtly Love"       |
| 1981                         | Hi-de-Hi!                    | Rose                    | episodio "Desire in the Mickey Mouse Grotto" |
| 1980                         | Shelley                      | Rowlands                | episodio "Tea and Sympathy"                  |
| 1980                         | Watch This Space             | Brenda                  | 6 episodios                                  |
| 1979                         | Thundercloud                 | Wren Jepson             | episodio "An English Gentleman"              |
| 1977 - 1978                  | The Rag Trade                | Lyn                     | 9 episodios                                  |
| 1978                         | Somebody's Daughter          | Estudiante              | episodio "Proof Positive"                    |
| 1976                         | Plays for Britain            | Maureen                 | episodio "Fast Hands"                        |
| 1975                         | Zigger Zagger                | Sandra                  | 2 episodios                                  |
| 1974                         | Play for Today               | Mavis                   | episodio "Eleanor"                           |

### Películas
| Año  | Título                         | Personaje        | Notas                                                                    |
| ---- | ------------------------------ | ---------------- | ------------------------------------------------------------------------ |
| 1998 | Big Cat                        | Polly            | junto a Amanda Root, David Morrissey, Tracey Wilkinson y Dean Williamson |
| 1998 | Lost in France                 | Carol            | junto a Michael Sheen, Andrew Lee Potts, Jayne Ashbourne y Cameron Jack  |
| 1993 | Doctor Who: Dimensions in Time | Kathy Beale      | corto - junto a Tom Baker, Peter Davison, Ross Kemp y Letitia Dean       |
| 1980 | The Long Good Friday           | Sherry           | junto a Bob Hoskins, Helen Mirren, Dave King y Pierce Brosnan            |
| 1978 | The One and Only Phyllis Dixey | Mujer en el Café | junto a Lesley-Anne Down, Christopher Murney y Michael Elphick           |
| 1978 | Twenty Times More Likely       | Sandy            | corto - junto a Ray Burdis, Sharon Rosetti, Andy Secombe y Keith Smith   |

### Autobiografía
| Año  | Título       |
| ---- | ------------ |
| 1995 | Kathy and Me |

### Apariciones
| Año              | Programa                                    | Notas                       |
| ---------------- | ------------------------------------------- | --------------------------- |
| 2015             | Children in Need                            | -                           |
| 2013             | Dancing on IceBig Brother's Bit on the Side | 18 episodios                |
| 2013             | Celebrity Big Brother                       | 19 episodios                |
| 2012             | Daybreak                                    | 13 episodios - presentadora |
| 2000, 2006, 2008 | Daybreak                                    | 39 episodios - presentadora |
| 2008             | Strictly Come Dancing                       | 4 episodios - concursante   |
| 1982 - 1984      | On Safari                                   | 30 episodios                |

### Teatro
| Año  | Obra           | Personaje | Director (a) | Teatro | Notas                                                    |
| ---- | -------------- | --------- | ------------ | ------ | -------------------------------------------------------- |
| 2012 | Girls Night    | -         | -            | -      | junto a Rebecca Wheatley, Lizzie Francis y Kim Taylforth |
| 2010 | Mum's the Word | Robin     | -            | -      | junto a Sally Ann Matthews, Tracy Shaw y Susie Fenwick   |